# Eternal Spirit
Eternal Spirit ist eine Schweizer Sterbehilfe-Organisation. Sie ist in der Form einer Stiftung mit Sitz in Biel-Benken organisiert. Präsidentin der Stiftung ist Erika Preisig. Neben Dignitas und Exit ist Eternal Spirit die dritte bekannte Sterbehilfeorganisation in der Schweiz.
Anfang 2016 entschied das zuständige Bauinspektorat, dass die Nutzung des Studios in Basel, das Eternal Spirit zur Sterbebegleitung verwendet, nicht zonenkonform erfolge. Preisig kündigte hierauf an, ab März 2016 ein Wohnmobil zur Durchführung der Sterbehilfe zu verwenden, falls keine Alternative greifbar wäre.
Um die Dienste in Anspruch nehmen zu können, ist eine Mitgliedschaft im Verein lifecircle erforderlich. Wohnsitz in der Schweiz ist nicht erforderlich.
Grosses Medienecho erhielt die Sterbebegleitung des 104-jährigen australischen Botanikers David Goodall, gestorben am 10. Mai 2018 in Liestal.

## Kontroversen
2015 wurde gegen das Unternehmen ein Strafverfahren eröffnet. Ihr wurde vorgeworfen, dass sie sich an den von ihr durchgeführten Freitodbegleitungen von ausländischen Sterbewilligen bereichere. Preisig verwies auf den erhöhten administrativen Aufwand, der bei Ausländern entstehe. Im November 2015 wurde das Verfahren durch Nichtanhandnahme abgeschlossen.